# Olympiakos Syndesmos Filathlōn Peiraiōs 2015-2016 (pallacanestro maschile)
Questa voce raccoglie le informazioni riguardanti l'Olympiakos B.C. nelle competizioni ufficiali della stagione 2015-2016.

## Stagione
La stagione 2015-2016 dell'Olympiakos è la 62ª nel massimo campionato greco di pallacanestro, l'A1 Ethniki.

## Roster
Aggiornato al 22 gennaio 2022.
| Olympiakos 2015-16 | Olympiakos 2015-16 |
| Giocatori          | Staff tecnico      |
| ------------------ | ------------------ |

| N. | Naz.                                       | Ruolo | Nome                  | Anno | Alt.   | Peso   |  |
| -- | ------------------------------------------ | ----- | --------------------- | ---- | ------ | ------ |  |
| 1  | Stati Uniti (bandiera)                     | PG    | Darius Johnson-Odom   | 1989 | 187 cm | 98 kg  |  |
| 3  | Guyana (bandiera)                          | C     | Shawn James           | 1983 | 208 cm | 102 kg |  |
| 4  | Stati Uniti (bandiera)                     | C     | Patric Young          | 1992 | 209 cm | 114 kg |  |
| 5  | Stati Uniti (bandiera)                     | AC    | Othello Hunter        | 1986 | 203 cm | 107 kg |  |
| 6  | Grecia (bandiera)                          | A     | Iōannīs Papapetrou    | 1994 | 203 cm | 105 kg |  |
| 7  | Grecia (bandiera)                          | PG    | Vasilīs Spanoulīs (C) | 1982 | 193 cm | 89 kg  |  |
| 8  | Stati Uniti (bandiera)                     | G     | D.J. Strawberry       | 1985 | 196 cm | 94 kg  |  |
| 9  | Grecia (bandiera)                          | AG    | Michalīs Tsairelīs    | 1988 | 206 cm | 110 kg |  |
| 10 | Grecia (bandiera)                          | P     | Vasilīs Toliopoulos   | 1996 | 188 cm | 81 kg  |  |
| 11 | Serbia (bandiera)                          | C     | Nikola Milutinov      | 1994 | 213 cm | 111 kg |  |
| 12 | Grecia (bandiera)                          | G     | Vasilīs Mouratos      | 1997 | 193 cm | 95 kg  |  |
| 15 | Grecia (bandiera)                          | AG    | Giōrgos Printezīs     | 1985 | 205 cm | 105 kg |  |
| 16 | Grecia (bandiera)                          | AC    | Dīmītrīs Agravanīs    | 1994 | 208 cm | 116 kg |  |
| 17 | Grecia (bandiera)                          | G     | Vaggelīs Mantzarīs    | 1990 | 194 cm | 86 kg  |  |
| 18 | Grecia (bandiera)                          | C     | Vasilīs Kavvadas      | 1991 | 204 cm | 120 kg |  |
| 21 | Stati Uniti (bandiera)                     | C     | Hakim Warrick         | 1982 | 206 cm | 100 kg |  |
| 23 | Italia (bandiera)                          | PG    | Daniel Hackett        | 1987 | 197 cm | 95 kg  |  |
| 24 | Stati Uniti (bandiera) · Belgio (bandiera) | AP    | Matt Lojeski          | 1985 | 198 cm | 92 kg  |  |
| 25 | Grecia (bandiera)                          | AP    | Kōstas Papanikolaou   | 1990 | 204 cm | 107 kg |  |
| 27 | Grecia (bandiera)                          | PG    | Iōannīs Athīnaiou     | 1988 | 194 cm | 96 kg  |  |

| Allenatore |
| - Giannīs Sfairopoulos |
| Assistente/i |
| - Vasilīs Geragotellis - Vangelīs Koutsoukeras - Christos Marmarinos - / Milan Tomić Legenda - (C) Capitano - (IN) Inattivo - Infortunato |

## Mercato

### Sessione estiva
| Acquisti | Acquisti            | Acquisti       | Acquisti   | Acquisti |
| R.       | Nome                | da             | Modalità   |          |
| -------- | ------------------- | -------------- | ---------- | -------- |
| C        | Patric Young        | Galatasaray    | definitivo |          |
| PG       | Daniel Hackett      | Olimpia Milano | definitivo |          |
| G        | D.J. Strawberry     | Karşıyaka      | definitivo |          |
| C        | Nikola Milutinov    | Partizan       | definitivo |          |
| PG       | Iōannīs Athīnaiou   | AEK Atene      | definitivo |          |
| P        | Vasilīs Toliopoulos | Kolossos Rodi  | definitivo |          |

| Cessioni | Cessioni              | Cessioni           | Cessioni       | Cessioni |
| R.       | Nome                  | a                  | Modalità       |          |
| -------- | --------------------- | ------------------ | -------------- | -------- |
| C        | Bryant Dunston        | Anadolu Efes       | rescissione    |          |
| PG       | Kōstas Sloukas        | Fenerbahçe         | fine contratto |          |
| AG       | Brent Petway          | Dinamo Sassari     | fine contratto |          |
| P        | Dīmītrīs Katsivelīs   | AEK Atene          | fine contratto |          |
| AP       | Tremmell Darden       | Beşiktaş           | rescissione    |          |
| G        | Andreas Christodoulou | Koroivos Amaliadas | fine contratto |          |
| P        | Oliver Lafayette      | Olimpia Milano     | rescissione    |          |

### Dopo l'inizio della stagione
| Acquisti | Acquisti            | Acquisti         | Acquisti         | Acquisti   |
| R.       | Nome                | da               | Data             | Modalità   |
| -------- | ------------------- | ---------------- | ---------------- | ---------- |
| C        | Shawn James         | Bilbao Berri     | 6 dicembre 2015  | definitivo |
| PG       | Darius Johnson-Odom | Trabzonspor      | 28 dicembre 2015 | definitivo |
| AP       | Kōstas Papanikolaou | Denver Nuggets   | 20 gennaio 2016  | definitivo |
| C        | Hakim Warrick       | Melbourne United | 24 febbraio 2016 | definitivo |

| Cessioni | Cessioni         | Cessioni   | Cessioni        | Cessioni    |
| R.       | Nome             | a          | Data            | Modalità    |
| -------- | ---------------- | ---------- | --------------- | ----------- |
| C        | Vasilīs Kavvadas | Arkadikos  | novembre 2015   | prestito    |
| C        | Shawn James      | Free agent | 23 gennaio 2016 | rescissione |